# Kuvungen
Der Kuvungen (norwegisch für Buckelkind) ist ein Hügel im ostantarktischen Königin-Maud-Land. Er ragt unmittelbar südöstlich der Landspitze Framranten nahe dem südwestlichen Ende der Kirwanveggen in der Maudheimvidda auf.
Norwegische Kartografen, die den Hügel auch benannten, nahmen anhand von Luftaufnahmen und Vermessungen der Norwegisch-Britisch-Schwedischen Antarktisexpedition (1949–1952) und Luftaufnahmen der Dritten Norwegischen Antarktisexpedition (1956–1960) eine Kartierung vor.